# Marysin (Opole)
Pour les articles homonymes, voir Marysin.
Marysin est une localité polonaise de la gmina et du powiat de Namysłów en voïvodie d'Opole.